# Aufwandsspende
Als Aufwandsspende bezeichnet man im deutschen Steuerrecht einen steuerabzugsfähigen Verzicht auf die Auszahlung eines Erstattungsanspruchs.
Bei der Aufwandsspende ist in bestimmten, eng umgrenzten Umständen zur Förderung steuerbegünstigter Zwecke ein Verzicht auf einen Anspruch auf Aufwendungsersatz nach § 10b Abs. 3 EStG steuerlich absetzbar, ohne dass ein Geldfluss stattfindet. Es muss sich allerdings um einen ernsthaft bestehenden Anspruch handeln; die Finanzverwaltung verlangt daher, dass der Anspruch vorab festgelegt wurde (dass er z. B. vorab vertraglich festgeschrieben wurde oder auf einem vorherigen generellen Beschluss der Körperschaft beruht) und auf ihn erst nachträglich verzichtet wird, dass die Körperschaft entsprechend zahlungsfähig ist und dass der Verzicht zeitnah zum Entstehen des Anspruchs (schriftlich) erklärt wird. Des Weiteren muss der Erstattungsanspruch in der Höhe angemessen sein und die Aufwandsspende – wie jede andere Spende auch – freiwillig und unentgeltlich sein. Für die Aufwandsspende erhält der Betreffende eine Zuwendungsbestätigung für den entsprechenden Betrag, der dann mit der Einkommensteuererklärung einzureichen ist.
Als Alternative zur Aufwandsspende kann sich ein Spender die Aufwendungen zunächst erstatten lassen und der empfangenden Körperschaft anschließend eine (freiwillige) Geldspende machen, für die er dann eine Zuwendungsbestätigung erhält.
Abgrenzung zum Verzicht auf Nutzungs- oder Leistungsentgelt
Nach § 10b EStG ist ein Verzicht auf ein Entgelt für Nutzungen (wie z. B. eine kostenlose Überlassung von Räumen) und Leistungen (wie z. B. eine vereinbarte entgeltliche Arbeitsleistung) keine Aufwandsspende. Vielmehr gilt ein nachträglicher, freiwilliger Verzicht auf die vereinbarte Gegenleistung, auf die Anspruch bestand, als eine Geldspende. Für diese erhält der Spender eine Zuwendungsbestätigung.
Sowohl eine Aufwandsspende als auch ein Verzicht auf Nutzungs- oder Leistungsentgelt werden bisweilen umgangssprachlich als „Rückspende“ bezeichnet; in beiden Fällen gilt nur der nachträgliche, freiwillige Verzicht steuerlich als Spende.